# Heliocopris minos
Heliocopris minos là một loài bọ cánh cứng trong họ Bọ hung (Scarabaeidae).